# UCI Asia Tour 2020
UCI Asia Tour 2020 – 16. edycja cyklu wyścigów UCI Asia Tour, która odbywa się od listopada 2019 do października 2020.
Seria UCI Asia Tour, podobnie jak pozostałe cykle kontynentalne (UCI Africa Tour, UCI America Tour, UCI Europe Tour, UCI Oceania Tour), powstała w 2005 jako zaplecze dla utworzonego w tym samym czasie UCI ProTour (później przekształconego w UCI World Tour). W 2020 odbyła się pierwsza edycja cyklu UCI ProSeries utworzonego jako drugi poziom wyścigów z kalendarza UCI, w związku z czym UCI Asia Tour, podobnie jak pozostałe cykle kontynentalne, od sezonu 2020 stała się trzecim poziomem zmagań w kalendarzu UCI.
Zgodnie z przepisami UCI sezon 2020 rozpoczął się dzień po gali kończącej sezon UCI World Tour (miała ona miejsce 22 października 2019), w związku z czym wyścigi odbywające się jeszcze w roku kalendarzowym 2019, ale już po 22 października 2019, były zaliczane do sezonu 2020 – w przypadku UCI Asia Tour przypadek ten dotyczyło to połowy rozegranych wyścigów.
Cykl UCI Asia Tour w sezonie 2020 objął dziesięć wyścigów (dwa jednodniowe i osiem wieloetapowych), rozgrywanych między 2 listopada 2019 a 11 października 2020, a dwadzieścia z początkowo planowanych w kalendarzu zawodów cyklu zostało odwołanych.

## Kalendarz
Opracowano na podstawie:
| UCI Asia Tour 2020       | UCI Asia Tour 2020 | UCI Asia Tour 2020                   | UCI Asia Tour 2020 | UCI Asia Tour 2020                                  | UCI Asia Tour 2020                                        | UCI Asia Tour 2020                                       | UCI Asia Tour 2020 |
| Data                     | Państwo            | Wyścig                               | Kat.               | Zwycięzca                                           | Drugie miejsce                                            | Trzecie miejsce                                          |                    |
| ------------------------ | ------------------ | ------------------------------------ | ------------------ | --------------------------------------------------- | --------------------------------------------------------- | -------------------------------------------------------- | ------------------ |
| 2 – 10 listopada 2019    | Indonezja          | Tour de Singkarak                    | 2.2                | Jesse Ewart (Team Sapura Cycling)                   | Cristian Raileanu (Team Sapura Cycling)                   | Samad Poor Seiedi (Tabriz Shahrdari)                     |                    |
| 8 – 10 listopada 2019    | Chiny              | Tour of Quanzhou Bay                 | 2.2                | Ryan Cavanagh (St George Continental Cycling Team)  | Mychajło Kononenko (Shenzhen Xidesheng Cycling Team)      | Ołeksandr Poływoda (Ningxia Sports Lottery Livall Gusto) |                    |
| 10 lis                   | Japonia            | Tour de Okinawa                      | 1.2                | Nariyuki Masuda (Utsunomiya Blitzen)                | Kōhei Uchima (Team Ukyo)                                  | Benjamín Prades (Team Ukyo)                              |                    |
| 17 – 23 listopada 2019   | Chiny              | Tour of Fuzhou                       | 2.1                | Artur Fiedosiejew (Shenzhen Xidesheng Cycling Team) | Ilja Dawidienok (Shenzhen Xidesheng Cycling Team)         | Carlos Quintero (Ningxia Sports Lottery Livall Gusto)    |                    |
| 18 – 22 grudnia 2019     | Malezja            | Tour de Selangor                     | 2.2                | Marcus Culey (Team Sapura Cycling)                  | Loïc Desriac (Bikelife Dong Nai)                          | Shotaro Watanabe (Aisan Racing Team)                     |                    |
| 4 – 6 stycznia 2020      | Kambodża           | Cambodia Bay Cycling Tour            | 2.2                | Ariya Phounsavath (Laos)                            | Nur Aiman Zariff (Team Sapura Cycling)                    | Fung Ka Hoo (HKSI Pro Cycling Team)                      |                    |
| 4 – 8 lutego 2020        | Arabia Saudyjska   | AlUla Tour                           | 2.1                | Phil Bauhaus (Bahrain McLaren)                      | Nacer Bouhanni (Arkéa-Samsic)                             | Rui Costa (UAE Team Emirates)                            |                    |
| 15 lut                   | Malezja            | Malaysian International Classic Race | 1.1                | Johan Le Bon (B&B Hotels-Vital Concept p/b KTM)     | Jesse Ewart (Team Sapura Cycling)                         | Lucas De Rossi (Nippo-Delko One Provence)                |                    |
| 1 – 5 marca 2020         | Republika Chińska  | Tour de Taiwan                       | 2.1                | Nicholas White (Team BridgeLane)                    | Ryan Cavanagh (St George Continental Cycling Team)        | Marcus Culey (Team Sapura Cycling)                       |                    |
| 6 – 11 października 2020 | Tajlandia          | Tour of Thailand                     | 2.1                | Nikodemus Holler (Bike Aid)                         | Sarawut Sirironnachai (Thailand Continental Cycling Team) | Valentin Midey (Roojai.com Cycling Team)                 |                    |